# 神田淡路町
神田淡路町（日语：／ Kanda-awajichō */?）是東京都千代田區的町名。郵遞區號101-0063。

## 地理
位於東京都千代田區北部，屬神田地域，町內以商業用地為主。北與外神田以神田川為界，東部は神田須田町，南與神田小川町以靖國通（東京都道302號新宿兩國線）為界，西鄰神田駿河台。

## 歷史
江戶時代為武家地。1872年（明治5年），設立神田淡路町一、二丁目。1911年（明治44年）去除神田的冠稱，1947年（昭和22年）神田區併入千代田區後同時恢復冠稱。

### 地名由來
本地地名源自於淡路坂，江戶前期坂上西側有鈴木淡路守的屋敷而得名，也稱一口坂（いもあらいざか）、相生坂。一口坂是源自坂上東側太田姫稻荷神社的舊稱。相生坂是原來與神田川平行的坂的總稱，現在只有河邊的坂稱為相生坂。

## 交通

### 鐵路
- 東京地下鐵丸之內線 ○淡路町站
- 都營地下鐵新宿線 ○小川町站 - 設有出入口。（所在地：神田小川町）

### 道路
- 東京都道302號新宿兩國線（靖國通）
- 東京都道405號外濠環狀線

## 設施

### 郵便局
- 神田郵便局（日语：神田郵便局）

### 公園
- 淡路公園

### 企業、法人
- WATERRAS（日语：ワテラス）
- 白泉社
- 日本損害保險協會（日语：日本損害保険協会）

## 備註
1. ↑  町丁別世帯数および人口（住民基本台帳）：平成25年7月1日現在-千代田区総合ホームページ 的存檔，存档日期2013-10-23.